# Заворотнюк, Анастасия Юрьевна
Анастаси́я Ю́рьевна Заворотню́к (3 апреля 1971, Астрахань, РСФСР, СССР — 29 мая 2024, Москва, Россия) — советская и российская актриса

 театра, кино и телевидения, телеведущая. Наиболее известна ролью Виктории Прутковской в ситкоме «Моя прекрасная няня».
Заслуженная артистка Российской Федерации (2006), обладательница премий «ТЭФИ» (2005) и «Золотой Остап» (2005).

## Биография

### Ранние годы
Анастасия Заворотнюк (по паспорту с 1999 по 2009 год носила фамилию мужа Стрюкова) родилась 3 апреля 1971 года в Астрахани. Мать — народная артистка России Валентина Борисовна Заворотнюк (род. 1943), работала в Астраханском ТЮЗе. Отец — Юрий Андреевич Заворотнюк (09.01.1945 — 01.10.2014), телережиссёр, член академии Российского телевидения, похоронен на кладбище в Крёкшине. Старший брат Святослав работал режиссёром монтажа в Астрахани, умер от перитонита в возрасте 52 лет.
Ещё с раннего детства Анастасия решила играть в театре и упорно стремилась к своей мечте: в свободное время занималась музыкой и танцами, участвовала в танцевальном ансамбле «Лотос».
Окончила детскую музыкальную школу № 1 в Астрахани.
В 1988—1989 годах училась на историческом факультете Астраханского государственного педагогического института, но не окончив его, поступила в Школу-студию МХАТ (курс Авангарда Николаевича Леонтьева).

### Карьера
В 1991 году вышел первый фильм с её участием — «Машенька» Тамары Павлюченко (по мотивам одноимённого романа Владимира Набокова).
В 1993 году Заворотнюк, окончив Школу-студию МХАТ, стала актрисой Театра-студии под руководством Олега Табакова и за десять лет работы в театре сыграла в 29 спектаклях.
В том же 1993 году, помимо работы в театре, Заворотнюк озвучила персонажа Кристофера Робина из мультсериала «Новые приключения Винни-Пуха», а также сыграла роль дочери священника в драме Владимира Любомудрова «Наследник», однако из-за финансовых проблем фильм вышел на экраны только в 2002 году, оставшись практически незамеченным.
Широкую известность актрисе принёс сериал «Моя прекрасная няня», в который она попала по чистой случайности: ей просто позвонили и предложили роль в сериале, о котором она и понятия не имела. Характерный украинский акцент был заимствован у её коллеги по театру — Ольги Блок-Миримской.
В 2007 году режиссёр Георгий Юнгвальд-Хилькевич утвердил Анастасию Заворотнюк на роль дочери д’Артаньяна Жаклин в своём фильме «Возвращение мушкетёров, или Сокровища кардинала Мазарини», но актриса отказалась от этого проекта, якобы чтобы не обидеть Елизавету Боярскую, которой изначально предлагалась данная роль.
В 2005 году Анастасия Заворотнюк сменила Тину Канделаки в качестве ведущей программы «Хорошие песни» на канале «СТС». Вела программы «Кухня для чайников», «Танцы со звёздами», «Танцы на льду». Была ведущей «Ледникового периода» на «Первом канале» вместе с Маратом Башаровым (2008), Ириной Слуцкой (2009) и Петром Чернышёвым (2014). Также была соведущей Дмитрия Диброва в телешоу «Брачные игры» («Первый канал», 2010), соведущей Марата Башарова в телешоу «Лёд и пламень» («Первый канал», 2010). Анастасию неоднократно приглашали в качестве члена жюри телевизионных шоу «Народная звезда» на «ТРК Украина», третьего сезона магического шоу «Удиви меня» на «ТВ-3», а также театральной премии «Золотой лист». Участвовала в первом сезоне проекта «Две звезды» в паре с Михаилом Боярским, вышла в финал, где заняла 2-е место.

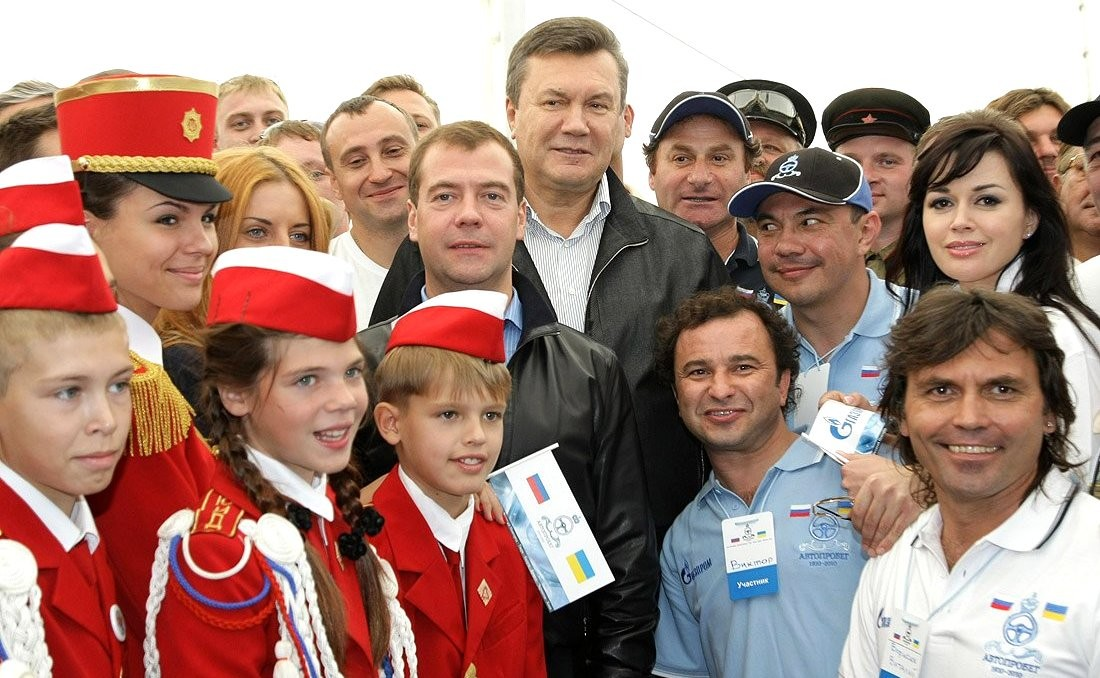
Автопробег Санкт-Петербург — Киев. 2010 год

30 сентября 2012 года у Анастасии Заворотнюк на «Первом канале» вышло одноимённое юмористическое ток-шоу — «Настя». 18 декабря 2012 года телеканал принял решение о закрытии передачи в связи с низкими рейтингами.
В 2013—2014 годах выступала ведущей шоу «Две звезды».
С февраля по декабрь 2016 года вместе с супругом Петром Чернышёвым вела утренний телепроект «Новое утро» на НТВ.
31 декабря 2016 года вела новогоднее шоу вместе с Дмитрием Колчиным «Все звёзды в Новый Год» на НТВ. 31 декабря 2016 года была одной из ведущих шоу «Новогодний миллиард» на том же телеканале.
В ходе президентских выборов 2018 года Заворотнюк входила в состав движения Putin Team, выступавшего в поддержку Владимира Путина.

### Болезнь и смерть
С середины августа 2019 года прекратила участвовать в театральных постановках. 15 октября 2019 года близкое окружение актрисы заявило, что Заворотнюк проходит курс лечения.
14 мая 2020 года стало известно, что у Анастасии Заворотнюк была обнаружена агрессивная форма опухоли головного мозга — глиобластома. Об этом во время совещания по развитию генетических технологий у президента России рассказал директор «Института молекулярной биологии имени В. А. Энгельгардта Российской академии наук» Александр Макаров.
Скончалась 29 мая 2024 года в Москве на 54-м году жизни после продолжительной болезни. Прощание прошло 1 июня в Покровском монастыре. Похоронена на аллее деятелей искусств на Троекуровском кладбище (участок № 21), рядом с могилами народной артистки РФ Нины Руслановой и народного артиста СССР Николая Сличенко.

## Личная жизнь
Анастасия Заворотнюк вместе с семьёй и матерью проживала в доме площадью 900 м² и стоимостью 2 млн долларов в элитном коттеджном посёлке Крёкшино.
Брак с первым мужем, российским бизнесменом, бывшим военным лётчиком немецкого происхождения Олафом Шварцкопфом (род. 1959), который был на 12 лет старше актрисы, продлился около года (познакомились 29 ноября 1993 года в «Табакерке» на дне рождения Евгения Миронова).
Во втором браке с бизнесменом Дмитрием Стрюковым, владельцем московского автосалона, родилось двое детей — Анна (род. 14 января 1996) сын Майкл (род. 13 июля 2000 в США). Во время этого брака Заворотнюк три года жила на две страны, занимаясь недвижимостью в США: в Лос-Анджелесе и Чикаго. Анна окончила вуз в Нью-Йорке и работала там продюсером. Майкл окончил международно-правовой факультет МГИМО.
С 2006 до весны 2008 года Анастасия Заворотнюк состояла в отношениях с актёром Сергеем Жигуновым (род. 1963).
22 сентября 2008 года Заворотнюк вышла замуж за фигуриста Петра Чернышёва (род. 1971), с которым прожила до самой смерти. 21 октября 2018 года у пары родилась дочь Мила.
Внук — Марсель (род. 02.04.2025), сын дочери Анны.

## Творчество

### Роли в театре
- «Страсти по Бумбарашу» — Варя
- «Обыкновенная история» — Наденька
- «Билокси-блюз» — Дэззи
- «Матросская тишина» — Таня
- «Миф о Дон-Жуане» — Жанэт
- «Псих» — Таня / Оля
- «Анекдоты» — Катишь
- «Прощайте… и рукоплещите» — Марианна
- «Ещё Ван Гог» — девушка в клинике
- «Признания авантюриста Феликса Круля» — Элинор Твентимэн
- «Опасные связи» — Эмили
- «Последние» — Надежда
- «Секс, ложь и видео» — Синтия Бишоп
- «Ужин с дураком»
- «Всё как у людей» — Сюзетта
- «100 йен за услугу»
- «Не всё коту масленица» А. Н. Островского — Агния
- «Звёздный час по местному времени»
- «Идиот» Ф. М. Достоевского
- «На всякого мудреца довольно простоты» А. Н. Островского
- «На дне» М. Горького
- «Старый квартал»
- «Третий лишний»
- «Все мужчины делают это»

### Фильмография
— главная роль

| Год       |     | Название                            | Роль                                                                          |
| --------- | --- | ----------------------------------- | ----------------------------------------------------------------------------- |
| 1991      | тф  | Машенька                            | Машенька                                                                      |
| 1992      | кор | Чайка                               | Имя персонажа не указано                                                      |
| 1993      | ф   | Лихая парочка                       | Лизка                                                                         |
| 1997      | ф   | Матросская тишина (фильм-спектакль) | Таня                                                                          |
| 1999      | ф   | Ещё Ван Гог (фильм-спектакль)       | Имя персонажа не указано                                                      |
| 2001      | ф   | Наследник                           | Настя, дочь священника                                                        |
| 2004—2009 | с   | Моя прекрасная няня                 | Виктория Владимировна Прутковская, няня детей Максима Шаталина                |
| 2007      | ф   | Код Апокалипсиса                    | Дарья / Мари                                                                  |
| 2007      | ф   | Шекспиру и не снилось               | Лизон                                                                         |
| 2008      | ф   | Неидеальная женщина                 | Любаня                                                                        |
| 2009      | ф   | Артефакт                            | Рита                                                                          |
| 2009      | ф   | Гоголь. Ближайший                   | Александра Смирнова-Россет                                                    |
| 2010      | с   | Аманда О                            | Аманда О                                                                      |
| 2011      | тф  | Дом на краю                         | Анна                                                                          |
| 2011      | тф  | Жених по объявлению                 | Вера Зарайская                                                                |
| 2011      | ф   | Служебный роман. Наше время         | Ольга Петровна Рыжова                                                         |
| 2012      | ф   | Мамы                                | Надежда Пушкарёва, телеведущая                                                |
| 2012      | тф  | Хозяйка «Белых ночей»               | Марина, хозяйка гостиницы «Белые ночи»                                        |
| 2012      | с   | Охота на гауляйтера                 | Галина Помазан                                                                |
| 2012—2013 | с   | Не плачь по мне, Аргентина          | Кристина                                                                      |
| 2013      | с   | Женщины на грани                    | Марина Станиславовна Руденко (в серии «Завещание»)                            |
| 2014      | с   | Семья 3Д                            | Вика Дергунова                                                                |
| 2014      | с   | Я больше не боюсь                   | Вера Петровна Кольцова                                                        |
| 2014      | ф   | Мамы 3                              | Надежда Пушкарёва, телеведущая                                                |
| 2015      | с   | Любовь и море                       | Марина                                                                        |
| 2015      | с   | Чужая милая                         | Наталья Ивановна Капустина                                                    |
| 2016      | с   | Провокатор                          | Кира, начальница Антона                                                       |
| 2016      | с   | Отдел                               | Ольга Ильина                                                                  |
| 2017      | с   | Проклятие спящих                    | Агнесса Стебницкая, доктор искусствоведения                                   |
| 2018      | с   | Между нами девочками. Продолжение   | Полина, любовница Левандовского                                               |
| 2021      | с   | Каспий 24                           | Полина Королёва (снят в 2017 году)                                            |
| 2024      | с   | Приставы                            | Людмила Николаевна Самойлова, судья (снят в 2018 году, последняя роль в кино) |

### Озвучивание мультфильмов и мультсериалов
| Год       |    | Название                     | Роль |
| --------- | -- | ---------------------------- | --- |
| 1988—1991 | мс | Новые приключения Винни-Пуха | Кристофер Робин (дубляж студии «Нота» по заказу компании «Disney Character Voices International», 1993 г.) |
| 1991      | мф | Винни-Пух и Рождество        | Кристофер Робин                                                                                            |
| 2014      | мф | Попугай Club                 | жена Жирова                                                                                                |

### Документальные фильмы и телепередачи
- «Анастасия Заворотнюк. В поисках любви» (документальный телефильм производства «Первого канала», Россия, 2009).
- «Памяти Анастасии Заворотнюк» (документальный телефильм производства «Первого канала», Россия, 2024; при создании фильма использовались архивные съёмки).
- «Моя прекрасная Настя» (документальный телефильм производства телеканала «СТС», Россия, 2024).
- «Наша прекрасная Заворотнюк» (документальная телепередача из 4 серий производства телеканала «НТВ», Россия, 2024).
- «Они потрясли мир. Анастасия Заворотнюк. Я буду с тобой навсегда» (документальный фильм производства «Пятого канала», Россия, 2024; при создании фильма использовались архивные съёмки).
- «Анастасия Заворотнюк. Прощание» (документальный телефильм производства телеканала «ТВ Центр», Россия, 2025).

### Телевидение
- «Хорошие песни»[34]
- «Кухня для чайников»
- «Танцы со звёздами»[35]
- «Танцы на льду»[36]
- «Ледниковый период»[37]
- «Брачные игры»[38]
- «Лёд и пламень»
- «Большие гонки»
- «Смачна ліга»
- «Минута славы»
- «Настя»[39]
- «Две звезды»[40]
- «Форт Боярд»
- «Как две капли»
- «Вместе с дельфинами»
- «Новое утро»[41]
- «Киношоу»[42]
- «Ты супер! Танцы»

### Клипы
- 2014 — «Только любовь починит» (Би-2, OST «Мамы-3»)
- 2024 — «Ты паришь в облаках» (Леонид Агутин, OST «Каспий 24»)

## Награды

### Государственные награды
- Заслуженная артистка Российской Федерации (27 марта 2006) — за заслуги в области искусства[43].

### Общественные награды
- Премия «Золотой Остап» (номинация «Лучшая женская комедийная роль», 2005) — за роль няни Виктории Прутковской в комедийном телесериале «Моя прекрасная няня».
- Премия «Обложка года» (номинация «Открытие года», 2005).
- Премия «Top X Sexy» (номинация «Самая сексуальная актриса», 2005).
- Телевизионная премия «ТЭФИ» (категория «Лица», номинация «Исполнительница женской роли в телевизионном фильме/сериале», 2005) — за роль няни Виктории Прутковской в комедийном телесериале «Моя прекрасная няня».
- Премия журнала «Glamour» (номинация «Телевизионная актриса года», 2005) (Россия).
- Премия «Золотая семёрка» (номинация «Отечественная актриса секс-символ», 2005).
- Премия «Теленеделя» (номинация «Лучшая телеактриса года», 2006).
- Премия «Золотая семёрка» (номинация «Лучшая актриса», 2007).
- Премия ФСБ России (номинация «Актёрская работа», 2007) — за роль офицера ФСБ в художественном фильме «Код Апокалипсиса».
- Премия «Золотая семёрка» (номинация «Лучшая актриса», 2008).